# Shark (série de televisão)
Shark é  uma telessérie policial norte-americana de 21 de setembro de 2006 a 20 de maio de 2008.
O enredo gira em torno das batalhas judiciais de Sebastian Stark, um antigo advogado de defesa que aceita trabalhar para a promotoria de Los Angeles após o desfecho dramático de um dos seus casos.
Em Portugal, a série conhecida como "Lei do Mais Forte", estreou no canal FOX em abril de 2007.